# Ton nom en plein cœur
Pour plus de détails, voir Fiche technique et Distribution.
Ton nom en plein cœur (chinois : 刻在你心底的名字 ; pinyin : Kè zài nǐ xīndǐ de míngzì ; litt. « Le nom gravé dans ton cœur ») est un film dramatique taïwanais réalisé par Liu Kuang-hui, sorti en 2020.
Il s'agit de l'inspiration des évènements réels concernant le changement de regards sur le mariage homosexuel à Taïwan.

## Synopsis
En 1987, en pleine période de la liberté de la loi martiale, à Taïwan, Chang et Birdy, deux camarades de lycée, se lient d'amitié. Un jour, lors du congé pour respecter les funérailles du président Chiang Ching-kuo, ils errent en ville, très inspirés par l’amour fraternel et la liberté. Quelques jours passent, Chang se prend d'affection pour Birdy qui, tout confus, semble gêné et le repousse en lui disant qu’il est amoureux d'une fille. Après cet incident, ils se perdent de vue deux décennies durant avant de se retrouver dans une ville par hasard…

## Fiche technique
Sauf indication contraire, les informations mentionnées dans cette section peuvent être confirmées par le générique de fin de l'œuvre audiovisuelle présentée ici, ainsi que par la base de données cinématographiques IMDb,  présente dans la section « Liens externes ».
- Titre original : 刻在你心底的名字
- Titre international : Your Name Engraved Herein
- Titre français : Ton nom en plein cœur
- Réalisation : Patrick Liu (Kuang-hui Liu)
- Scénario : Arthur Chu (Yu-ning Chu)
- Musique : Chris Hou et Jason Huang
- Direction artistique : Kuo-chen Yao
- Costumes : Amanda Deng
- Photographie : Hung-i Yao
- Montage : Milk Su
- Production : Pao-ying Chen[1]
- Production déléguée : Arthur Chu (Yu-ning Chu)
- Société de production : Oxygen Film Corporation[1] ; CMC Entertainment Holding Corporation, Bossdom Digiinnovation Co, Man Man Er Co et Sunnano Biotech Inc.
- Pays d'origine :  Taïwan
- Langues originales : mandarin, anglais, minnan
- Format : couleur
- Genre : drame, romance
- Durée : 118 minutes
- Dates de sortie :
  - Japon : 14 mars 2020 (Festival du film asiatique d'Osaka)
  - Taïwan : 26 septembre 2020
  - Monde : 23 décembre 2020 (Netflix)

## Distribution
Sauf indication contraire ou complémentaire, les informations mentionnées dans cette section proviennent du générique de fin de l'œuvre audiovisuelle présentée ici.
- Edward Chen (en) : Chang « A-Han » Jia-Han, jeune
  - Leon Dai : Chang « A-Han » Jia-Han, adulte
- Tseng Jing-hua (en) : Wang « Birdy » Bo-De, jeune
  - Jason Wang (en) : Wang « Birdy » Bo-De, adulte
- Fabio Grangeon (zh) : le père Oliver
- Barry Qu : Horn, ami de Chang Jia-Han
- Chieh Yu-wang : Rocky
- Lance Chiu : Phil, jeune
  - Mountain Kao (zh) : Phil, adulte
- Mimi Shao : Wu « Ban-Ban » Ruofei, jeune
  - Waa Wei : Wu « Ban-Ban » Ruofei, adulte
- Erek Lin : l'étudiant timide
- Lotus Wang : la mère de Chang
- Liang Huang: le père de Jia-han
- Chris Wu : Chang Chia-ming, le frère de Chang
- Lenny Li : la copine de Chang Chia-ming
- Hao-chi Chiu : Chi Chia-wei (en), militant des droits LGBT
- Shao-hua Lung : le père de Birdy
- Lin Huimin : Xie Zhen-hong, l'étudiant gay
- Sheng-de Hong : l'instructeur
- Arthur Chu : l'instructeur-chef
- Soda Voyu : le professeur
- Jean-François Blanchard : Alex

## Production
L'histoire du film est l'adaptation des événements réels du producteur Chu Yu-ning et du réalisateur Liu Kuang-hui étant deux anciens camarades de classe au lycée privé à Taïwan, où ils avaient une affection particulière pour un autre camarade.
Le tournage a lieu  à Taichung, précisément au parc de Taichung (en), au cinéma Bandaifu (zh) et à Wanggaoliao (zh), endroit où l'on peut admirer la vue de Taïwan en pleine nuit.
La chanson du générique 刻在你心底的名字 (litt. « Le nom gravé dans ton cœur ») est écrite par Hsu Yuan-ting, Chia Wang et Chen Wen-hua et interprétée par Crowd Lu, qui obtient le prix de la meilleure chanson originale à la cérémonie des Golden Horse Film Festival and Awards en fin novembre 2020 et qui est vu par des vingt millions d'internautes sur YouTube,.

## Distinctions
Sauf indication contraire, les informations mentionnées dans cette section peuvent être confirmées par la base de données cinématographiques IMDb,  présente dans la section « Liens externes ».

### Récompenses
- Golden Horse Film Festival and Awards 2020 :
  - Meilleure photographie pour Yao Hung-i
  - Meilleure chanson originale pour Keon Chia, Boon Wah Tan, Yuan Teng Hooi, Crowd Lu et Edward Chen

### Nominations
- Festival du film de Taipei 2020 :
  - Meilleur acteur dans un second rôle pour Leon Dai
  - Meilleur acteur de l'année pour Edward Chen
- Golden Horse Film Festival and Awards 2020 :
  - Meilleur acteur dans un second rôle pour Leon Dai
  - Meilleur nouvel interprète pour Edward Chen
  - Meilleure musique originale pour Chris Hou et Jason Huang

### Documentation
- (en) Kat Moon, « The Real Events That Inspired Taiwan’s Highest-Grossing LGBTQ Film », sur Time, 18 décembre 2020.
- Romain Burrel, « On ne parle pas assez de ce film LGBT taïwanais disponible sur Netflix », sur Têtu, 31 décembre 2020.